# Benevento Calcio 2024-2025
Questa voce raccoglie le informazioni riguardanti il Benevento Calcio nelle competizioni ufficiali della stagione 2024-2025.

## Stagione
Stagione 2024-2025 che inizia con la conferma in panchina del mister Gaetano Auteri, che il 10 giugno prolunga l'accordo fino al 2025. 
Affronta il primo turno di Coppa Italia Serie C battendo il Taranto (6-0), successivamente viene eliminato al secondo turno per mano del Potenza. Finisce il girone d’andata al 1º posto laureandosi campione d'inverno del girone C con 37 punti.
Il 5 febbraio 2025 Auteri viene sollevato dall’incarico in seguito ad una flessione di risultati che fa scivolare i sanniti al terzo posto. Sostituito da Michele Pazienza che debutta nella sconfitta esterna contro la Juventus Next Gen, quest'ultimo totalizza appena 4 punti in 5 partite venendo sollevato dall’incarico il 10 marzo successivo, con Auteri che è richiamato alla guida tecnica della squadra.
Dopo aver raggiunto il sesto posto finale con 52 punti, si qualifica al primo turno play-off dove viene eliminato dalla Juventus Next Gen per 1-5.

## Divise e sponsor
Le divise per questa stagione sono distribuite da GG Teamwear, ma realizzate da Nike per la quarta stagione consecutiva. Le nuove maglie sono state presentate in occasione di un evento aperto al pubblico tenutosi allo stadio Vigorito la sera del 13 luglio 2024. La tenuta di casa è a strisce orizzontali giallorosse ed evoca quella della storica stagione 1998-1999, conclusa dai sanniti con la promozione in Serie C1. Il completo di cortesia è invece totalmente bianco e presenta l'equazione di Dirac, anche nota come "formula dell'amore", impressa al centro, per simboleggiare l'unione fra la squadra e i suoi tifosi. La terza divisa, grigio antracite, è contraddistinta dalla figura di una strega (simbolo del club) dorata che spicca il volo sulla sua scopa lasciandosi dietro una scia giallorossa.
Gli sponsor frontali sono IVPC e Rillo Costruzioni, il back sponsor è Pasta Rummo e lo sleeve sponsor è Euronics.
| Casa | Trasferta | Terza divisa |

## Organigramma societario
Dal sito internet ufficiale della società.
Area direttiva
- Presidente: Oreste Vigorito
- Vice presidente: Diego Palermo
- Amministratori delegati: Ferdinando Renzulli, Stefano Renza
- Segretario Generale: Antonino Trotta
- SLO, Assistente Segretario Generale: Giorgio Caraccio
- Ufficio stampa e segreteria: Sonia Iacovello
- Responsabile ticketing: Alessandro Muollo
- Ticketing: Mariarosaria Impronta
- Gestione Pubblicità ed Eventi: Fabio Siniscalchi, Ottomedia S.r.l.
- Organo di vigilanza: Avv. Teodoro Reppucci
- Contabilità: Maurizio Romano
- Logistica: Francesco Varrella
- Speaker: Giovanni Gentile
- Fonico: Fabio Panella
- Responsabile Sistemi Informatici Tornelli: Mirko Siciliano
- Delegato alla Sicurezza Gestione Evento, RSPP: Luigi Cassano
- Vice Delegato alla Sicurezza Gestione Evento: Marciano D'Avino
- Manutenzione Campi da Gioco e Lavanderia: Erga Green S.r.l.
- Responsabile Magazzino: Ernesto Addazio
- Responsabile Magazziniere Prima Squadra: Gaetano Addazio
- Magazziniere Prima Squadra: Luigi Di Matteo
- Magazziniere, Driver: Nicola Santillo
- Fotografo Ufficiale: Mario Taddeo

Area tecnica
- Direttore sportivo: Marcello Carli
- Allenatore: Gaetano Auteri fino al 5 febbraio 2025,[15] poi Michele Pazienza fino al 10 marzo 2025,[16][17] poi Gaetano Auteri[18]
- Allenatore in seconda: Loreno Cassia fino al 5 febbraio 2025, poi Antonio La Porta fino al 10 marzo 2025, poi Loreno Cassia
- Responsabile Area Scouting: Andrea Innocenti
- Team Manager: Alessandro Cilento
- Preparatore atletico: Giuseppe Di Mauro fino al 5 febbraio 2025, poi Leandro Zoila fino al 10 marzo 2025, poi Giuseppe Di Mauro
- Preparatore atletico Recupero Infortuni: Gaetano Toto
- Preparatore dei portieri: Antonio Chiavelli
- Match Analyst: Angelo Testa, Pietro Bertorelle
- Tecnico di Ripresa Tattica e Drone: Francesco Varrella

Area medica
- Responsabile struttura medica: Dott. Walter Giorgione
- Medici sociali: Dott. Franco De Cicco, Dott. Raffaele Fuiano, Dott. Mario De Vita, Dott. Luca Milano, Dott. Rosario Zeppa
- Fisioterapisti: Ernesto Galliano, Luca Lepore, Raffaele Marinaccio
- Nutrizionista: Elettra Agovino
- Podologo: Antonio Tizzanino

## Rosa
| N. |                    | Ruolo | Calciatore           |
| -- | ------------------ | ----- | -------------------- |
| 1  | Italia (bandiera)  | P     | Alessandro Nunziante |
| 3  | Italia (bandiera)  | D     | Francesco Sena       |
| 4  | Italia (bandiera)  | C     | Antonio Prisco       |
| 5  | Italia (bandiera)  | D     | Angelo Veltri        |
| 6  | Italia (bandiera)  | D     | Biagio Meccariello   |
| 7  | Italia (bandiera)  | A     | Ernesto Starita      |
| 9  | Italia (bandiera)  | A     | Jacopo Manconi       |
| 10 | Italia (bandiera)  | A     | Eric Lanini          |
| 12 | Italia (bandiera)  | P     | Nicolò Manfredini    |
| 13 | Romania (bandiera) | D     | Alin Toșca           |
| 14 | Italia (bandiera)  | C     | Marco Pinato         |
| 17 | Italia (bandiera)  | C     | Gennaro Acampora     |

| N. |                    | Ruolo | Calciatore                         |
| -- | ------------------ | ----- | ---------------------------------- |
| 18 | Italia (bandiera)  | A     | Pier Luigi Simonetti               |
| 20 | Italia (bandiera)  | D     | Filippo Berra (capitano)           |
| 21 | Italia (bandiera)  | C     | Davide Agazzi                      |
| 24 | Italia (bandiera)  | C     | Mattia Viviani                     |
| 25 | Italia (bandiera)  | D     | Angelo Viscardi                    |
| 27 | Marocco (bandiera) | D     | Shady Oukhadda                     |
| 28 | Italia (bandiera)  | A     | Giuseppe Borello                   |
| 32 | Italia (bandiera)  | D     | Antonio Ferrara                    |
| 33 | Italia (bandiera)  | A     | Mario Perlingieri                  |
| 35 | Italia (bandiera)  | A     | Lorenzo Carfora                    |
| 38 | Italia (bandiera)  | C     | Angelo Talia                       |
| 73 | Italia (bandiera)  | A     | Davide Lamesta                     |
| 96 | Italia (bandiera)  | D     | Riccardo Capellini (vice capitano) |

## Calciomercato

### Sessione estiva(dal 01/07 al 30/08)
| Acquisti         | Acquisti           | Acquisti           | Acquisti                         |
| R.               | Nome               | da                 | Modalità                         |
| ---------------- | ------------------ | ------------------ | -------------------------------- |
| D                | Antonio Ferrara    | Taranto            | definitivo                       |
| D                | Shady Oukhadda     | Modena             | prestito con diritto di riscatto |
| C                | Filippo Nardi      | Cremonese          | obbligo di riscatto esercitato   |
| A                | Jacopo Manconi     | Modena             | definitivo                       |
| A                | Davide Lamesta     | Rimini             | definitivo                       |
| A                | Giuseppe Borello   | Monopoli           | definitivo                       |
| Altre operazioni |                    |                    |                                  |
| R.               | Nome               | da                 | Modalità                         |
| P                | Manuel Esposito    | Campobasso         | fine prestito                    |
| P                | Igor Lucatelli     | Virtus Francavilla | fine prestito                    |
| D                | Gaetano Letizia    | Feralpisalò        | fine prestito                    |
| D                | Alin Toșca         | Al-Riyadh          | fine prestito                    |
| D                | Francesco Sena     | Siracusa           | fine prestito                    |
| D                | Angelo Veltri      | Recanatese         | fine prestito                    |
| D                | Giuseppe Riccio    | Pistoiese          | fine prestito                    |
| C                | Īlias Koutsoupias  | Bari               | fine prestito                    |
| C                | Mattia Viviani     | Cosenza            | fine prestito                    |
| C                | Gennaro Acampora   | Bari               | fine prestito                    |
| C                | Vincenzo Alfieri   | Renate             | fine prestito                    |
| C                | Antonio Prisco     | Recanatese         | fine prestito                    |
| A                | Samuele Sorrentino | Latina             | fine prestito                    |
| A                | Ivan Altamura      | Gallipoli          | fine prestito                    |

| Cessioni         | Cessioni            | Cessioni           | Cessioni                |
| R.               | Nome                | a                  | Modalità                |
| ---------------- | ------------------- | ------------------ | ----------------------- |
| P                | Alberto Paleari     | Torino             | definitivo              |
| P                | Manuel Esposito     | Fidelis Andria     | prestito                |
| D                | Amedeo Benedetti    | Trapani            | definitivo              |
| D                | Edoardo Masciangelo |                    | svincolato              |
| D                | Emanuele Terranova  |                    | svincolato              |
| D                | Francesco Rillo     | Potenza            | prestito                |
| D                | Gaetano Letizia     |                    | rescissione consensuale |
| D                | Giuseppe Riccio     |                    | svincolato              |
| C                | Īlias Koutsoupias   | Catanzaro          | definitivo              |
| C                | Nermin Karić        | Trapani            | definitivo              |
| C                | Riccardo Rossi      |                    | rescissione consensuale |
| C                | Krzysztof Kubica    | Motor Lublino      | prestito                |
| C                | Vincenzo Alfieri    | Recanatese         | prestito                |
| A                | Don Bolsius         | Sorrento           | definitivo              |
| A                | Alessandro Marotta  |                    | risoluzione consensuale |
| A                | Ivan Altamura       |                    | svincolato              |
| A                | Samuele Sorrentino  | Atletico Lodigiani | prestito                |
| A                | Riccardo Improta    |                    | svincolato              |
| A                | Amato Ciciretti     |                    | svincolato              |
| A                | Camillo Ciano       |                    | svincolato              |
| Altre operazioni |                     |                    |                         |
| R.               | Nome                | a                  | Modalità                |
| A                | Alexis Ferrante     | Ternana            | fine prestito           |

### Sessione invernale(dal 02/01 al 01/02)
| Acquisti         | Acquisti         | Acquisti         | Acquisti         |
| R.               | Nome             | da               | Modalità         |
| Altre operazioni | Altre operazioni | Altre operazioni | Altre operazioni |
| R.               | Nome             | da               | Modalità         |
| ---------------- | ---------------- | ---------------- | ---------------- |
| A                | Krzysztof Kubica | Motor Lublino    | fine prestito    |

| Cessioni         | Cessioni           | Cessioni | Cessioni                |
| R.               | Nome               | a        | Modalità                |
| ---------------- | ------------------ | -------- | ----------------------- |
| D                | Christian Pastina  |          | rescissione consensuale |
| A                | Samuele Sorrentino | Breno    | prestito                |
| A                | Krzysztof Kubica   |          | rescissione consensuale |
| Altre operazioni |                    |          |                         |
| R.               | Nome               | a        | Modalità                |

## Risultati

### Serie C

#### Girone di andata
| Arbitro: | Pezzopane (L'Aquila) |

|                      |           |                 |
| Berra 61’ Pinato 71’ | Marcatori | 6’ (aut.) Toșca |

| Arbitro: | Di Francesco (Ostia Lido) |

|             |           |  |
| Carpani 23’ | Marcatori |  |

| Arbitro: | Tona Mbei (Cuneo) |

|                                        |           |             |
| Acampora 3’, 25’ Talia 35’ Manconi 76’ | Marcatori | 40’ D'Auria |

| Arbitro: | Bozzetto (Bergamo) |

|  |           |                        |
|  | Marcatori | 88’ Berra 90+7’ Lanini |

| Arbitro: | Ubaldi (Roma 1) |

|                                                         |           |  |
| Oukhadda 7’ Manconi 17’, 61’ (rig.) Lanini 90+5’ (rig.) | Marcatori |  |

| Arbitro: | De Angeli (Milano) |

|               |           |  |
| Viteritti 81’ | Marcatori |  |

| Arbitro: | Ancora (Roma 1) |

|                                            |           |             |
| Manconi 27’ Simonetti 37’, 59’ Lamesta 40’ | Marcatori | 22’ Palumbo |

| Messina 6 ottobre 2024, ore 15:00 CEST 8ª giornata | Messina            | 0 – 0 referto | Benevento | San Filippo-Franco Scoglio (1 500 spett.)\| Arbitro: \| Gianquinto (Parma) \| |
| Arbitro:                                           | Gianquinto (Parma) |               |           |                                                                               |

| Arbitro: | Rinaldi (Bassano del Grappa) |

|                                               |           |  |
| Perlingieri 3’, 56’ Talia 36’ Lanini 74’, 86’ | Marcatori |  |

| Arbitro: | Mucera (Palermo) |

|  |           |                                      |
|  | Marcatori | 9’ Perlingieri 12’ Toșca 25’ Lamesta |

| Arbitro: | Zanotti (Rimini) |

|             |           |  |
| Viviani 76’ | Marcatori |  |

| Arbitro: | Di Reda (Molfetta) |

|                       |           |                         |
| Tumminello 84’, 90+6’ | Marcatori | 42’ Manconi 47’ Lamesta |

| Arbitro: | Ursini (Pescara) |

|                      |           |                 |
| Perlingieri 22’, 53’ | Marcatori | 15’ L. Nocerino |

| Arbitro: | Vogliacco (Bari) |

|                 |           |  |
| Bernardotto 70’ | Marcatori |  |

| Arbitro: | Calzavara (Varese) |

|                        |           |                              |
| Lanini 34’ Viviani 89’ | Marcatori | 37’ Frascatore 40’ D'Ausilio |

| Arbitro: | Andreano (Prato) |

|  |           |                       |
|  | Marcatori | 66’ Starita 75’ Talia |

| Arbitro: | Turrini (Firenze) |

|                     |           |            |
| Visentin 57’ (aut.) | Marcatori | 62’ Jallow |

| Arbitro: | Leone (Barletta) |

|             |           |                          |
| Lescano 42’ | Marcatori | 78’ (rig.), 90+1’ Lanini |

| Arbitro: | Ubaldi (Roma 1) |

|  |           |              |
|  | Marcatori | 72’ Celeghin |

#### Girone di ritorno
| Arbitro: | Madonia (Palermo) |

|          |           |                            |
| Saio 66’ | Marcatori | 5’ Manconi 17’ Perlingieri |

| Arbitro: | Sfira (Pordenone) |

|                                      |           |                            |
| Lamesta 21’ Lanini 76’ Simonetti 78’ | Marcatori | 28’ Inglese 48’ K. Jiménez |

| Arbitro: | Zanotti (Rimini) |

|                               |           |  |
| Caturano 56’, 61’ Selleri 90’ | Marcatori |  |

| Arbitro: | G. Sacchi (Macerata) |

|             |           |             |
| Manconi 24’ | Marcatori | 42’ Minesso |

| Arbitro: | Ramondino (Palermo) |

|                   |           |                            |
| Emmausso 36’, 89’ | Marcatori | 45+1’ Capellini 70’ Lanini |

| Benevento 3 febbraio 2025, ore 20:30 CET 25ª giornata | Benevento        | 0 – 0 referto | Monopoli | Ciro Vigorito (5 858 spett.)\| Arbitro: \| Lovison (Padova) \| |
| Arbitro:                                              | Lovison (Padova) |               |          |                                                                |

| Arbitro: | Mucera (Palermo) |

|                      |           |  |
| Guerra 19’ Adžić 43’ | Marcatori |  |

| Benevento 15 febbraio 2025, ore 15:00 CET 27ª giornata | Benevento          | 0 – 0 referto | Messina | Ciro Vigorito (5 092 spett.)\| Arbitro: \| Di Reda (Molfetta) \| |
| Arbitro:                                               | Di Reda (Molfetta) |               |         |                                                                  |

| Arbitro: | Djurdjevic (Trieste) |

|                  |           |           |
| Scravaglieri 19’ | Marcatori | 2’ Lanini |

| Arbitro: | Cerbasi (Arezzo) |

|             |           |              |
| Starita 80’ | Marcatori | 73’ Biagetti |

| Arbitro: | G. Sacchi (Macerata) |

|                 |           |             |
| Vano 22’ (rig.) | Marcatori | 29’ Manconi |

| Arbitro: | Mastrodomenico (Matera) |

|              |           |              |
| Acampora 77’ | Marcatori | 39’ F. Ricci |

| Torre del Greco 16 marzo 2025, ore 20:30 CET 32ª giornata | Turris | – n.d. | Benevento | Amerigo Liguori |

| Benevento 24 marzo 2025, ore 20:30 CET 33ª giornata | Benevento           | 0 – 0 referto | AZ Picerno | Ciro Vigorito (5 251 spett.)\| Arbitro: \| Di Cicco (Lanciano) \| |
| Arbitro:                                            | Di Cicco (Lanciano) |               |            |                                                                   |

| Arbitro: | Zanotti (Rimini) |

|                           |           |            |
| Armellino 49’ Palumbo 77’ | Marcatori | 64’ Pinato |

| Benevento 6 aprile 2025, ore 17:30 CEST 35ª giornata | Benevento | – n.d. | Taranto | Ciro Vigorito |

| Arbitro: | Calzavara (Varese) |

|                            |           |                                               |
| Capomaggio 61’ Cuppone 75’ | Marcatori | 16’ Pinato 41’ Manconi 66’ Lanini 72’ Lamesta |

| Arbitro: | Vergaro (Bari) |

|  |           |            |
|  | Marcatori | 6’ Carraro |

| Arbitro: | Gavini (Aprilia) |

|          |           |                          |
| Nepi 85’ | Marcatori | 19’ Capellini 74’ Pinato |

#### Play-off
| Arbitro: | Gianquinto (Parma) |

|                   |           |                                                 |
| Perlingieri 45+3’ | Marcatori | 14’ Pietrelli 30’, 73’ Cudrig 45+2’, 57’ Guerra |

### Coppa Italia Serie C

#### Turni eliminatori
| Arbitro: | G. Sacchi (Macerata) |

|                                                       |           |  |
| Lanini 6’ Manconi 13’ Talia 20’ Lamesta 39’, 64’, 76’ | Marcatori |  |

| Arbitro: | Restaldo (Ivrea) |

|           |           |                         |
| Prisco 1’ | Marcatori | 13’ D'Auria 71’ Felippe |

## Statistiche

### Statistiche di squadra
Statistiche aggiornate al 4 maggio 2025.
| Competizione         | Punti | In casa | In casa | In casa | In casa | In casa | In casa | In trasferta | In trasferta | In trasferta | In trasferta | In trasferta | In trasferta | Totale | Totale | Totale | Totale | Totale | Totale | DR  |
| Competizione         | Punti | G       | V       | N       | P       | Gf      | Gs      | G            | V            | N            | P            | Gf           | Gs           | G      | V      | N      | P      | Gf     | Gs     | DR  |
| -------------------- | ----- | ------- | ------- | ------- | ------- | ------- | ------- | ------------ | ------------ | ------------ | ------------ | ------------ | ------------ | ------ | ------ | ------ | ------ | ------ | ------ | --- |
| Serie C              | 52    | 17+1    | 7       | 8       | 2+1     | 29+1    | 13+5    | 17           | 6            | 5            | 6            | 22           | 21           | 34+1   | 13     | 13     | 8+1    | 51+1   | 34+5   | +13 |
| Coppa Italia Serie C | -     | 2       | 1       | 0       | 1       | 7       | 2       | 0            | 0            | 0            | 0            | 0            | 0            | 2      | 1      | 0      | 1      | 7      | 2      | +5  |
| Totale               | -     | 20      | 8       | 8       | 4       | 37      | 20      | 17           | 6            | 5            | 6            | 22           | 21           | 37     | 14     | 13     | 10     | 59     | 41     | +18 |

### Andamento in campionato
| Giornata  | 1 | 2  | 3 | 4 | 5 | 6 | 7 | 8 | 9 | 10 | 11 | 12 | 13 | 14 | 15 | 16 | 17 | 18 | 19 | 20 | 21 | 22 | 23 | 24 | 25 | 26 | 27 | 28 | 29 | 30 | 31 | 32 | 33 | 34 | 35 | 36 | 37 | 38 |
| --------- | - | -- | - | - | - | - | - | - | - | -- | -- | -- | -- | -- | -- | -- | -- | -- | -- | -- | -- | -- | -- | -- | -- | -- | -- | -- | -- | -- | -- | -- | -- | -- | -- | -- | -- | -- |
| Luogo     | C | T  | C | T | C | T | C | T | C | T  | C  | T  | C  | T  | C  | T  | C  | T  | C  | T  | C  | T  | C  | T  | C  | T  | C  | T  | C  | T  | C  | T  | C  | T  | C  | T  | C  | T  |
| Risultato | V | P  | V | V | V | P | V | N | V | V  | V  | N  | A  | P  | N  | A  | N  | V  | P  | V  | V  | P  | N  | N  | N  | P  | N  | N  | N  | N  | N  | A  | N  | P  | A  | V  | P  | V  |
| Posizione | 5 | 12 | 5 | 2 | 1 | 3 | 1 | 1 | 1 | 1  | 1  | 1  | 1  | 1  | 1  | 1  | 1  | 1  | 1  | 1  | 1  | 1  | 1  | 2  | 3  | 4  | 4  | 4  | 4  | 4  | 4  | 5  | 5  | 6  | 7  | 6  | 6  | 6  |

Fonte:  Classifica Serie C Girone C, su tuttocampo.it.
Legenda:

Luogo: C = Casa; T = Trasferta. Risultato: V = Vittoria; N = Pareggio; P = Sconfitta.

### Statistiche dei giocatori
Sono in corsivo i calciatori che hanno lasciato la squadra a stagione in corso.
| Giocatore      | Serie C  | Serie C | Serie C     | Serie C    | Coppa Italia Serie C | Coppa Italia Serie C | Coppa Italia Serie C | Coppa Italia Serie C | Totale   | Totale | Totale      | Totale     |
| Giocatore      | Presenze | Reti    | Ammonizioni | Espulsioni | Presenze             | Reti                 | Ammonizioni          | Espulsioni           | Presenze | Reti   | Ammonizioni | Espulsioni |
| -------------- | -------- | ------- | ----------- | ---------- | -------------------- | -------------------- | -------------------- | -------------------- | -------- | ------ | ----------- | ---------- |
| G. Acampora    | 28+1     | 3       | 6           | 0          | 0                    | 0                    | 0                    | 0                    | 29       | 3      | 6           | 0          |
| D. Agazzi      | 5        | 0       | 0           | 0          | 0                    | 0                    | 0                    | 0                    | 5        | 0      | 0           | 0          |
| F. Berra       | 31+1     | 2       | 6           | 1+1        | 2                    | 0                    | 1                    | 0                    | 34       | 2      | 7           | 2          |
| G. Borello     | 16       | 0       | 0           | 0          | 2                    | 0                    | 0                    | 0                    | 18       | 0      | 0           | 0          |
| R. Capellini   | 26+1     | 2       | 7           | 0          | 1                    | 0                    | 0                    | 0                    | 28       | 2      | 7           | 0          |
| L. Carfora     | 2        | 0       | 0           | 0          | 1                    | 0                    | 0                    | 0                    | 3        | 0      | 0           | 0          |
| A. Ferrara     | 14       | 0       | 3           | 0          | 1                    | 0                    | 0                    | 0                    | 15       | 0      | 3           | 0          |
| D. Lamesta     | 34+1     | 5       | 4           | 0          | 2                    | 3                    | 0                    | 0                    | 37       | 8      | 4           | 0          |
| E. Lanini      | 32+1     | 11      | 0           | 0          | 2                    | 1                    | 0                    | 0                    | 35       | 12     | 0           | 0          |
| J. Manconi     | 32+1     | 9       | 4           | 0          | 2                    | 1                    | 0                    | 0                    | 35       | 10     | 4           | 0          |
| N. Manfredini  | 6+1      | -11     | 0           | 0          | 0                    | -0                   | 0                    | 0                    | 7        | -11    | 0           | 0          |
| B. Meccariello | 3        | 0       | 0           | 0          | 2                    | 0                    | 0                    | 0                    | 5        | 0      | 0           | 0          |
| A. Nunziante   | 29       | -28     | 1           | 0          | 2                    | -2                   | 0                    | 0                    | 31       | -30    | 1           | 0          |
| S. Oukhadda    | 26+1     | 1       | 3           | 0          | 0                    | 0                    | 0                    | 0                    | 27       | 1      | 3           | 0          |
| M. Perlingieri | 30+1     | 4+1     | 2           | 0          | 2                    | 0                    | 0                    | 0                    | 33       | 5      | 2           | 0          |
| M. Pinato      | 12+1     | 4       | 1           | 1          | 2                    | 0                    | 0                    | 0                    | 15       | 4      | 1           | 1          |
| A. Prisco      | 31+1     | 0       | 7+1         | 0          | 2                    | 1                    | 0                    | 0                    | 34       | 1      | 8           | 0          |
| F. Sena        | 4+1      | 0       | 1+1         | 0          | 1                    | 0                    | 0                    | 0                    | 6        | 0      | 2           | 0          |
| P. Simonetti   | 30+1     | 3       | 9           | 0          | 1                    | 0                    | 0                    | 0                    | 32       | 3      | 9           | 0          |
| E. Starita     | 30+1     | 1       | 3           | 0          | 1                    | 0                    | 0                    | 0                    | 32       | 1      | 3           | 0          |
| A. Talia       | 27+1     | 2       | 6           | 0          | 2                    | 1                    | 0                    | 0                    | 30       | 3      | 6           | 0          |
| A. Toșca       | 24       | 1       | 2           | 0          | 1                    | 0                    | 0                    | 0                    | 25       | 1      | 2           | 0          |
| A. Veltri      | 8        | 0       | 0           | 1          | 1                    | 0                    | 0                    | 0                    | 9        | 0      | 0           | 1          |
| A. Viscardi    | 23+1     | 0       | 6+1         | 0          | 2                    | 0                    | 0                    | 0                    | 26       | 0      | 7           | 0          |
| M. Viviani     | 26       | 2       | 5           | 0          | 0                    | 0                    | 0                    | 0                    | 26       | 2      | 5           | 0          |